# Maria Penno
Maria Penno (ur. 9 października 1904 w Warszawie, zm. 28 września 1997 tamże) – żołnierz Armii Krajowej, dama Krzyża Srebrnego Virtuti Militari. 

## Życiorys
Córka Jana Lutostańskiego i Haliny z domu Kuszkowskiej. W 1927 r. ukończyła studia na Wydziale Prawa Uniwersytetu Warszawskiego i rozpoczęła aplikację w warszawskich sądach. Po jej ukończeniu w 1930 r. została zatrudniona w Prokuratorii Generalnej, gdzie pracowała do wybuchu II wojny światowej. 
W styczniu 1941 r. została zaprzysiężona jako żołnierz Związku Walki Zbrojnej o pseudonimie „Rysia”. Do jej zadań należało prowadzenie monitoringu prasy niemieckojęzycznej. Pod koniec 1941 r. przeszła do Kedywu Komendy Głównej jako łączniczka szefa szkolenia Kursów Dywersyjnych. Do jej zadań należało transportowanie meldunków i poczty, dostarczanie materiałów szkoleniowych na tajne kursy. 
Po wybuchu powstania warszawskiego prowadziła kuchnię dla żołnierzy placówki „Monopol”, następnie służyła jako łączniczka w Zgrupowaniu „Radosław”. 25 sierpnia została ciężko ranna na Starym Mieście, trafiła do szpitala w którym przeżyła bombardowanie. Na skutek dodatkowych obrażeń konieczna była aputacja prawej nogi. Po kapitulacji powstania została ewakuowana na leczenie do Milanówka, a następnie do Krakowa. 
Po zakończeniu działań wojennych powróciła do Warszawy, gdzie kontynuowała pracę w Prokuratorii Generalnej do przejścia na emeryturę w 1968 r. W 1946 r., wyszła za mąż za Jerzego Penno. Działała w środowiskach kombatanckich, należała do Związku Bojowników o Wolność i Demokrację. Zmarła w 28 września 1997 r. w Warszawie.

## Ordery i odznaczenia
- Krzyż Srebrny Virtuti Militari nr 13896,
- Krzyż Walecznych,
- Warszawski Krzyż Powstańczy.